# Syndens gata
Syndens gata (engelska: The Street of Sin) är en amerikansk dramafilm från 1928 i regi av Mauritz Stiller. I huvudrollerna ses Emil Jannings, Fay Wray och Olga Baclanova. Filmen anses vara förlorad. 

## Rollista
- Emil Jannings – "Basher" Bill
- Fay Wray – Elizabeth
- Olga Baclanova – Annie
- Ernest W. Johnson – Mr. Smith
- George Kotsonaros – Iron Mike
- John Gough – Crony of Basher Bill
- Johnnie Morris – Crony of Basher Bill
- John Burdette – Publican